# Chlorogomphus schmidti
Chlorogomphus schmidti – gatunek ważki z rodziny Chlorogomphidae.